# Zdzisław Postępski
Zdzisław Postępski (ur. 3 stycznia 1916 w Wiedniu, zm. 8 marca 1991 w Rzeszowie) – polski artysta fotograf, uhonorowany tytułem Artiste FIAP (AFIAP). Członek Związku Polskich Artystów Fotografików. Członek Rzeszowskiego Towarzystwa Fotograficznego. Pasjonat lotnictwa, instruktor modelarstwa lotniczego, pilot szybowcowy kategorii C.

## Życiorys
Zdzisław Postępski w dzieciństwie mieszkał w Borysławiu oraz Krośnie, gdzie był uczniem gimnazjum im. Mikołaja Kopernika. Prowadził przyszkolną modelarnię samolotów, której modele (z powodzeniem) brały udział w zawodach modelarskich. W 1932 roku był współorganizatorem sekcji szybowcowej, działającej przy szkolnym kole Ligi Obrony Powietrznej i Przeciwgazowej. Wielkim osiągnięciem sekcji szybowcowej, kierowanej przez Zdzisława Postępskiego, była budowa własnego szybowca typu CWJ, który ukończono w 1933 roku, w budynku gimnazjum przy ulicy Olejarskiej w Krośnie.Uroczyste poświęcenie 12 listopada 1933 roku. W tym czasie był to 144. szybowiec zarejestrowany w Polsce. W 1935 roku Zdzisław Postępski zdał maturę, następnie 12 lipca 1935 roku uzyskał tytuł pilota szybowcowego kategorii C, w Bezmiechowej. W 1936 roku rozpoczął studia na Uniwersytecie Jana Kazimierza we Lwowie, przerwane wybuchem II wojny światowej. W latach 1940–1943 pracował w kopalni ropy naftowej w Ropiance. W 1946 roku był współzałożycielem Aeroklubu Podkarpackiego w Krośnie. W latach 1946–1951 był pracownikiem lotnictwa cywilnego w Kielcach, w 1947 roku ukończył kurs pilota samolotowego. Od 1954 roku do emerytury pracował w urzędzie Wojewódzkim w Rzeszowie.
Zdzisław Postępski fotografuje od 1940 roku (pierwszy aparat Zeiss Ikon Nettar). Jest autorem i współautorem wielu wystaw fotograficznych; indywidualnych, zbiorowych, poplenerowych, pokonkursowych; krajowych i międzynarodowych. Brał aktywny udział w Międzynarodowych Salonach Fotograficznych, organizowanych pod patronatem FIAP, zdobywając wiele medali, nagród, wyróżnień, dyplomów, listów gratulacyjnych. Zajmował się między innymi fotografią portretową, teatralną (w rzeszowskim Teatrze im. Wandy Siemaszkowej), reportażową oraz fotografią architektury. Jego fotografie wydrukowano w wydaniach publikacji pt. Sanok i okolice autorstwa Stefana Stefańskiego z 1958 i 1963. Był członkiem Rzeszowskiego Towarzystwa Fotograficznego (zrzeszonego wówczas w Federacji Amatorskich Stowarzyszeń Fotograficznych w Polsce), w którym w latach 1965–1967 pełnił funkcję prezesa Zarządu RTF oraz (do 1983 roku) był członkiem Zarządu RTF. Był instruktorem fotografii Polskiego Towarzystwa Turystyczno-Krajoznawczego.
Pokłosiem udziału w Międzynarodowych Salonach Fotograficznych (pod patronatem FIAP) było przyznanie Zdzisławowi Postępskiemu (10 września 1965 roku w Brnie) tytułu honorowego Artiste FIAP (AFIAP) – tytułu przyznanego przez Międzynarodową Federację Sztuki Fotograficznej FIAP, obecnie z siedzibą w Luksemburgu. W 1970 roku został uhonorowany nagrodą Ministra Kultury i Sztuki – za wybitne osiągnięcia w twórczości fotograficznej. W 1981 roku został przyjęty w poczet członków Związku Polskich Artystów Fotografików.
Zdzisław Postępski zmarł 8 marca 1991 roku. Pochowany został na cmentarzu Pobitno w Rzeszowie. Jego fotografie i negatywy (ok.50 000 sztuk) znajdują się w zbiorach Galerii Fotografii Miasta Rzeszowa.

## Odznaczenia
- Srebrna Odznaka Honorowa Federacji Amatorskich Stowarzyszeń Fotograficznych w Polsce[18];
- Odznaka „Zasłużony Działacz Kultury”[18];
- Krzyż Kawalerski Orderu Odrodzenia Polski (1975);
- Medal Roku Jana Bułhaka (1977);